# 統一企業集團
統一企業集團是臺灣一家綜合企業集團，以統一企業為核心公司與控股公司，旗下子企業眾多，以統一超商股份有限公司、家福股份有限公司、統一實業股份有限公司與統一企業（中國）投資有限公司尤為重要，統一企業集團，依產業定位、特性與關聯性，將各子公司劃分為四個專業事業體系：「食品製造」事業體系、「流通」事業體系、「商流貿易」事業體系、「投資」事業體系。

## 歷史
1967年，「統一企業股份有限公司」於臺南縣學甲鎮（今臺南市學甲區）開業。1987年，超商事業部（7-ELEVEn）獨立為統一超商股份有限公司。1989年，統一棒球隊股份有限公司（統一獅）成立，加盟中華職業棒球聯盟（今中華職業棒球大聯盟）。2007年，統正開發股份有限公司經營，位於高雄市前鎮區的統一夢時代購物中心正式營運開幕。2008年，統一集團中華人民共和國總部於上海市長寧區臨空經濟園區動工。2014年1月，統一集團旗下的統一中控回台發行寶島債，成為首家回台灣發行寶島債的台商企業。
2014年，統一超商結束與無印良品合作的關係。2015年，統一公布去年（2014年）在大陸業務淨利重摔六成以上。2016年，統一百華結束與阪急百貨店技術合作的關係。統一阪急百貨更名統一時代百貨。2017年7月27日，跟「統一超商」將分別出售20%、30%「上海統一星巴克」股權給美國星巴克，統一全面退出上海星巴克，並向美國星巴克購入台灣統一星巴克20%、30%股權。這也代表統一退出上海星巴克，未來獨資經營台灣「統一星巴克」。

## 海外投資
中國大陸為統一企業在臺灣以外投資規模最大的地區，統一自1992年代開始踏入中國大陸市場，目前已經轉投資多達50餘家公司。除此之外，統一於越南、泰國、甚至整個東南亞地區也都有投資，海內外轉投資相關企業已多達100餘家。
- 2005年7月，統一超商與山東銀座商城公司合資成立山東统一銀座超市，目前有200多家超市,於濟南地區首屈一指。
- 2007年12月17日，統一企業透過旗下控股公司「統一企業中國控股有限公司」在香港掛牌上市，招股價4.22港元。
- 2010年以來，入股「完達山乳業」、「今麥郎果汁」、「三水健力寶貿易」，在東南亞泰國設廠，與新馬最大飲料廠「楊協成」策略聯盟。[6]
- 2018年12月20日，統一企業透過旗下子公司Kai Yu (BVI) Invt. Co., Ltd以2.29億美元（約新台幣68.7億元）取得南韓熊津食品（Woongjin Foods Co., Ltd.）74.8%股權

## 品牌與產品
- 以食品業為主，產品包括麵粉、飼料、油脂、速食麵、冷調食品、飲料、奶粉、乳品、麵包、醬品、肉品、進口食品等之製造加工及銷售、養豬、牛、雞等之畜產業，自動販賣機之進出口及維護，清潔用品製造等項目。[7][8][9]
- 統一企業集團擁有的國際品牌的經營權包括：如7-Eleven（菲律賓和上海，臺灣7-Eleven是美國7-Eleven授權永久經營）、家樂福量販店與超市（臺灣）、星巴克（臺灣以及中國大陆部分地區）、Mister Donut（統一多拿滋）、Duskin（樂清服務）、酷聖石冰淇淋（Cold stone）等。此外，統一也自行創設品牌包括：統一夢時代購物中心：統一時代百貨、康是美藥妝店、速邁樂加油中心、二十一世紀風味館、統一速邁自販（自動販賣機）、博客來網路書店、統一渡假村、統一健身俱樂部、統一數網（統一金流PAYUNi）、統一速達（即黑貓宅急便）、Mia C'bon超市等。統一董事長高清愿自1999起出任南台科大董事長。[10]
- 隨著集團規模擴大，統一企業從2002年開始將整個集團分為四個次集團，分別是食品製造、流通、商流與貿易、投資。

## 集團體系

### 中華民國國籍公司
- 統一企業股份有限公司
- 家福股份有限公司（家樂福量販店及家樂福超市）
  - 統康生活事業股份有限公司(併購惠康超市後改名的家樂福超市、JASONS 改名為 Mia C'bon Market)
  - 家樂福文教基金會
- 康達盛通保險經紀人股份有限公司
- 長陽開發股份有限公司
- 康達盛通公寓大廈管理維護股份有限公司
- 凱友投資股份有限公司
- 統昂企業股份有限公司
- 統冠生活事業股份有限公司（寶貝狗）
- 凱南投資股份有限公司
- 凱亞食品股份有限公司
- 統上開發建設股份有限公司（統上建設）
- 統義玻璃工業股份有限公司
- 統一速邁自販股份有限公司
- 統一數網股份有限公司（PRESCO）(統一金流 PAYUNi 第三方支付)
- 統一夢公園生活事業股份有限公司（Uni Lab COFFEE）
  - 統一友友旅行社股份有限公司（統一夢公園文創假期）
- 統一棒球隊股份有限公司（統一7-ELEVEn獅）
- 統樂開發股份有限公司
- 統一生機開發股份有限公司（統一生機食品、健康生機超市）
- 統正開發股份有限公司（Dream Mall夢時代購物中心、統一時代百貨高雄店）
- 統合開發股份有限公司（統一渡假村）
- 南聯國際貿易股份有限公司
- 統祥股份有限公司
- 統健實業股份有限公司（SANTA CRUZ聖德科斯生機食品）
- 統一國際開發股份有限公司
- 統宇投資股份有限公司
- 統一生命科技股份有限公司
- 統一置業股份有限公司
- 統一開發股份有限公司（市府轉運站）
- 德記洋行股份有限公司
- 德通股份有限公司
- 統清股份有限公司（統清烘焙油脂）
- 統瀅企業股份有限公司（屏東統一常溫類產品總倉）
- 統義食品股份有限公司（屏東統一冷藏乳品類產品總倉）
- 統一東京股份有限公司（統一東京租賃）(與日商東京 センチュリー 株式會社合資)
  - 統一東京小客車租賃股份有限公司
- 統仁藥品股份有限公司
- 統奕包裝股份有限公司
- 統萬股份有限公司（龜甲萬）
- 台灣神隆股份有限公司（台灣神隆藥廠）
- 統一實業股份有限公司 (臺證所：9907)
- 統一超商股份有限公司 (臺證所：2912)（台灣7-11）
  - 統一生活事業股份有限公司（COSMED康是美）
  - 仁暉投資股份有限公司
  - 首阜企業管理顧問股份有限公司
  - 大智通文化行銷股份有限公司（大智通物流）
  - 統昶行銷股份有限公司（统昶低溫物流）
  - 捷盟行銷股份有限公司（捷盟物流）
  - 統一聖娜多堡股份有限公司（Semeur聖娜）
  - 統一百華股份有限公司（統一時代百貨台北店）
  - 統超保險經紀人股份有限公司（ibon保險）
  - 酷聖石冰淇淋股份有限公司（ COLD STONE CREAMERY）
  - 統一多拿滋股份有限公司（MISTER DONUT）(與日商株式會社樂清合資)
  - 統一蘭陽藝文股份有限公司（原為了經營國立傳統藝術中心所成立，已停業）
  - 統一佳佳股份有限公司（BEING sport統一健身俱樂部、BEING spa、BEING fit）
  - 二十一世紀生活事業股份有限公司（21風味館）
  - 愛金卡股份有限公司（icash）
  - 悠旅生活事業股份有限公司（星巴克）
  - 統一精工股份有限公司（Smile速邁樂加油中心、統一精工電梯）
  - 統一速達股份有限公司（黑貓宅急便）
  - 統一超食代股份有限公司（統一超食代鮮食廠）
  - 安源資訊股份有限公司（ ibon便利生活站、悠客Qiosk）
  - 統一資訊股份有限公司
  - 統一藥品股份有限公司（我的美麗日記、我的健康日記、自白肌、FaceQ）
  - 統一客樂得股份有限公司（黑貓PAY）
  - 樂清服務股份有限公司（DUSKIN）(與日商株式會社樂清合資)
  - 博客來數位科技股份有限公司（博客來網路書店）
  - 專聯科技股份有限公司 （foodomo外送平台）